# Municipio de San Vicente Coatlán
El municipio de San Vicente Coatlán es uno de los 570 municipios en que se encuentra dividido el estado mexicano de Oaxaca y que se encuentra localizado en la zona centro-sur del mismo. Su cabecera es San Vicente Coatlán.

## Geografía
El municipio de San Vicente Coatlán se encuentra localizado en la región Centro y en el distrito de Ejutla, en la zona centro-sur del estado de Oaxaca. Tiene una extensión territorial de 106 362 kilómetros cuadrados que equivalen al 0.11 % de la extensión total del estado, siendo sus coordenadas extremas 16°18′ - 16°27′ de latitud norte y 96°45′ - 96°54′ de longitud oeste y su altitud fluctúa entre un máximo de 2400 y un mínimo de 1200 metros sobre el nivel del mar.
Limita al este con el municipio de San Simón Almolongas, al norte con el municipio de Yogana, al oeste con el municipio de Villa Sola de Vega, al sur con el municipio de Miahuatlán de Porfirio Díaz y finalmente al sureste con el municipio de Santa Ana.

## Demografía
La población total del municipio de acuerdo con el Censo de Población y Vivienda realizado en 2010 por el Instituto Nacional de Estadística y Geografía, es de 3 964 habitantes, de los que _ son hombres y _ son mujeres.
La densidad de población asciende a un total de 37.27 personas por kilómetro cuadrado.

### Localidades
El municipio se encuentra formado por ocho localidades, las principales y su población de acuerdo al censo de 2010 son:
| Localidad                 | Población |
| ------------------------- | --------- |
| San Vicente Coatlán       | 3 606     |
| Sa Isidro la Cañada       | 112       |
| El Sabino (Primer Barrio) | 89        |
| Total Municipio           | 3 964     |

## Política
El gobierno de San Vicente Coatlán se rige por principio de usos y costumbres que se encuentra vigente en un total de 424 municipios del estado de Oaxaca y en las cuales la elección de autoridades se realiza mediante las tradiciones locales y sin la intervención de los partidos políticos. 
El ayuntamiento de San Vicente Coatlán está integrado por el presidente municipal, un síndico y un cabildo integrado por tres regidores.

### Representación legislativa
Para la elección de diputados locales al Congreso de Oaxaca y de diputados federales a la Cámara de Diputados federal, el municipio de San Vicente Coatlán se encuentra integrado en los siguientes distritos electorales:
Local:
- Distrito electoral local de 21 de Oaxaca con cabecera en Heroica Ciudad de Ejutla de Crespo.[4]

Federal:
- Distrito electoral federal 10 de Oaxaca con cabecera en Miahuatlán de Porfirio Díaz.[5]